# Tarsiidae
Tarsier hay vượn mắt kính là những loài linh trưởng mũi khô thuộc họ Tarsiidae, họ còn sinh tồn duy nhất trong phân thứ bộ Tarsiiformes. Mặc dù nhóm này đã từng phổ biến hơn, tất cả các loài của nó còn sống ngày nay đều chỉ được tìm thấy ở các đảo ở Đông Nam Á, đặc biệt là ở Philippines, Malaysia, Indonesia và Brunei.

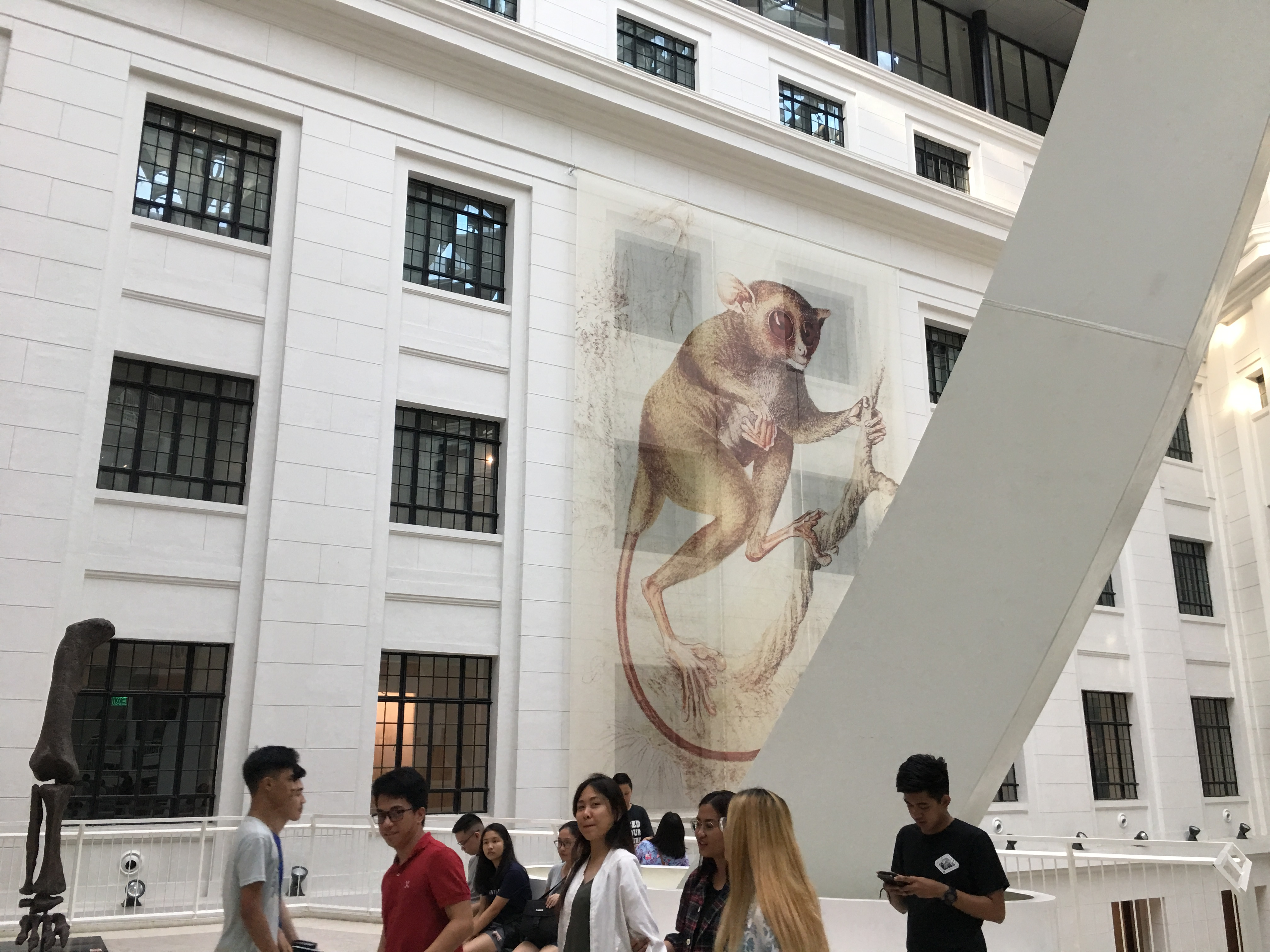
Hình ảnh Tarsier bên trong Bảo tàng Lịch sử Tự nhiên Quốc gia Philippines.

Chúng được tìm thấy chủ yếu trong các môi trường sống trong rừng, đặc biệt là các khu rừng có dây leo, vì dây leo cho chúng sự hỗ trợ thẳng đứng khi leo cây. Họ này được Gray miêu tả năm 1825.

## Hình ảnh

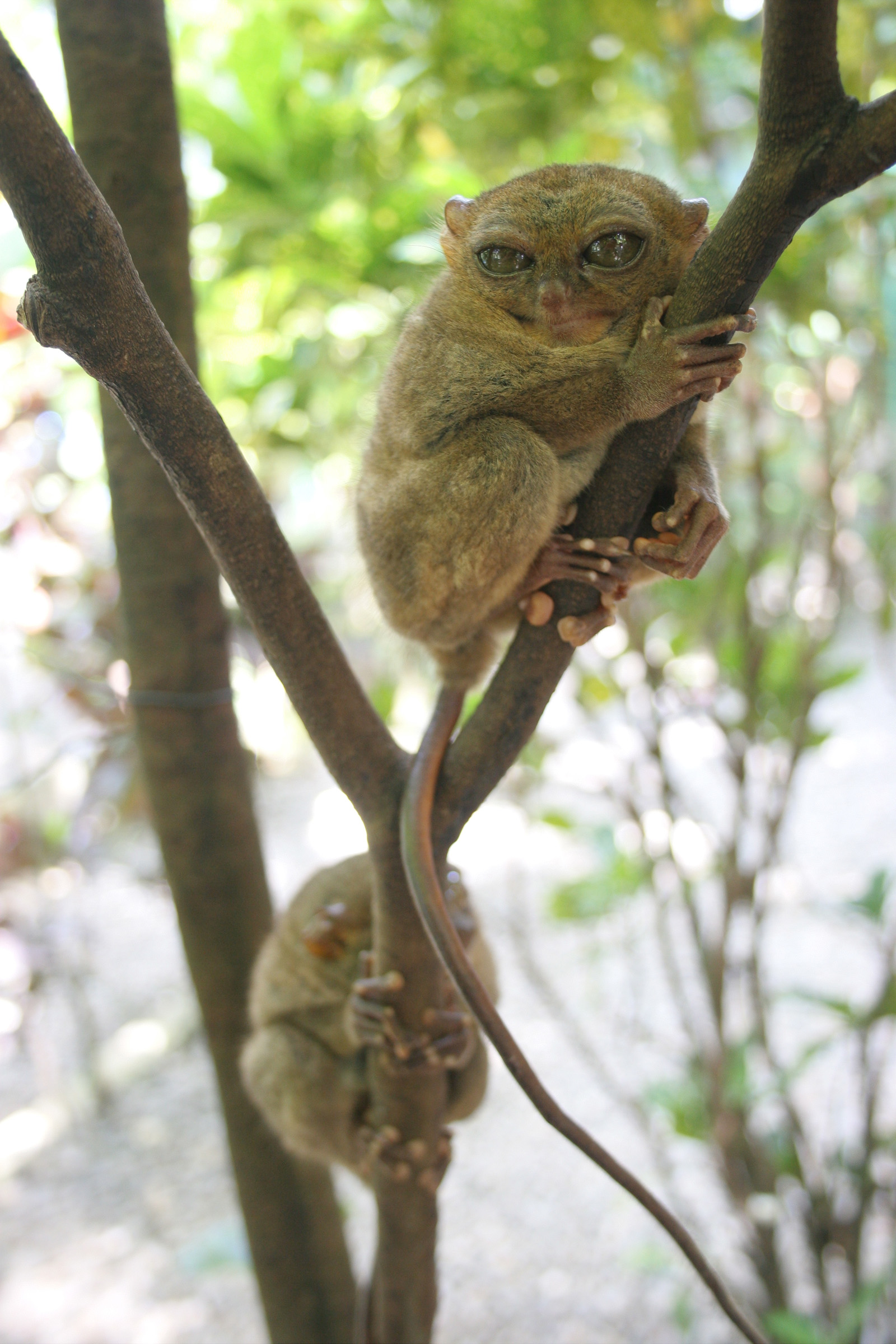
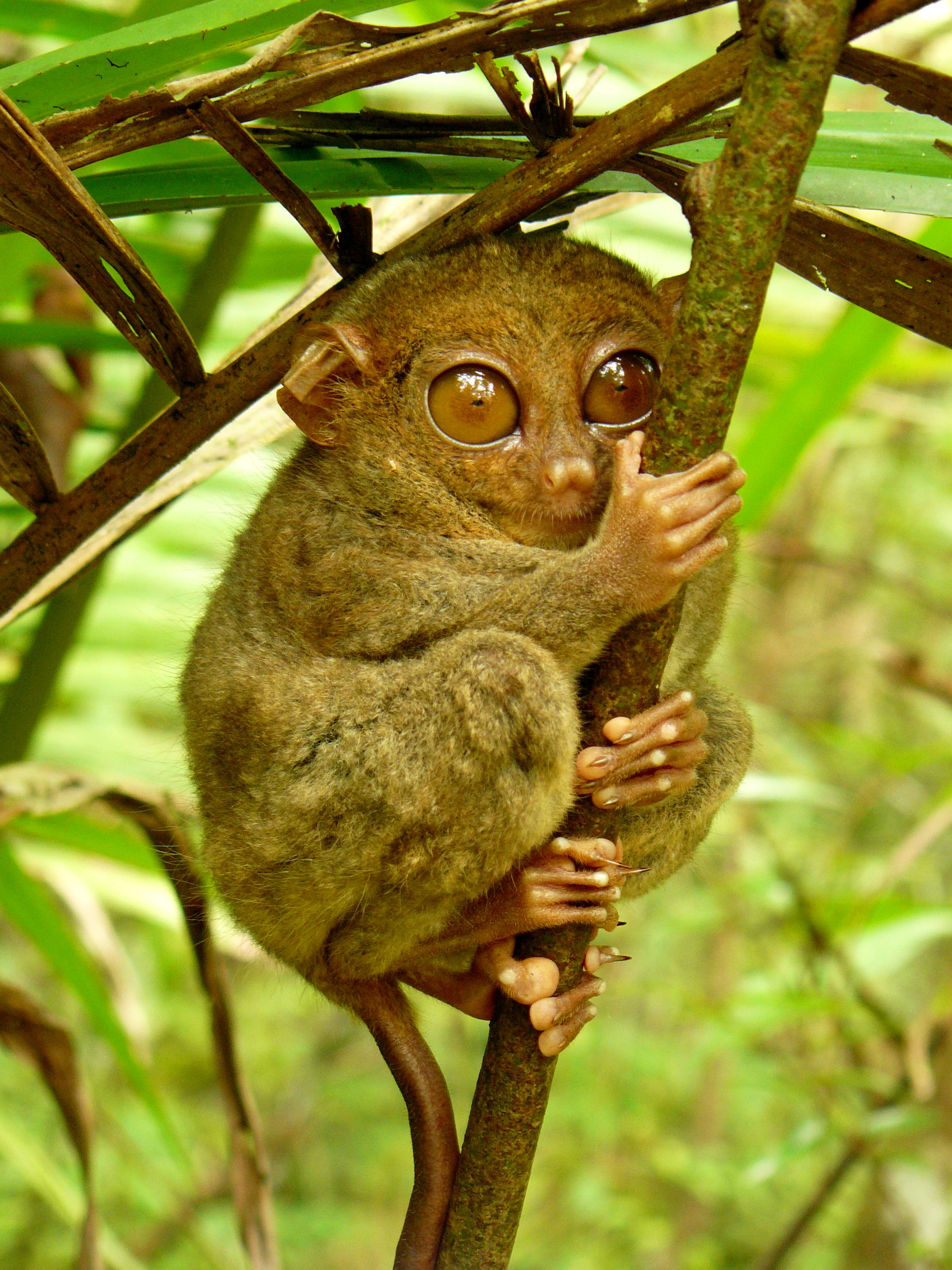
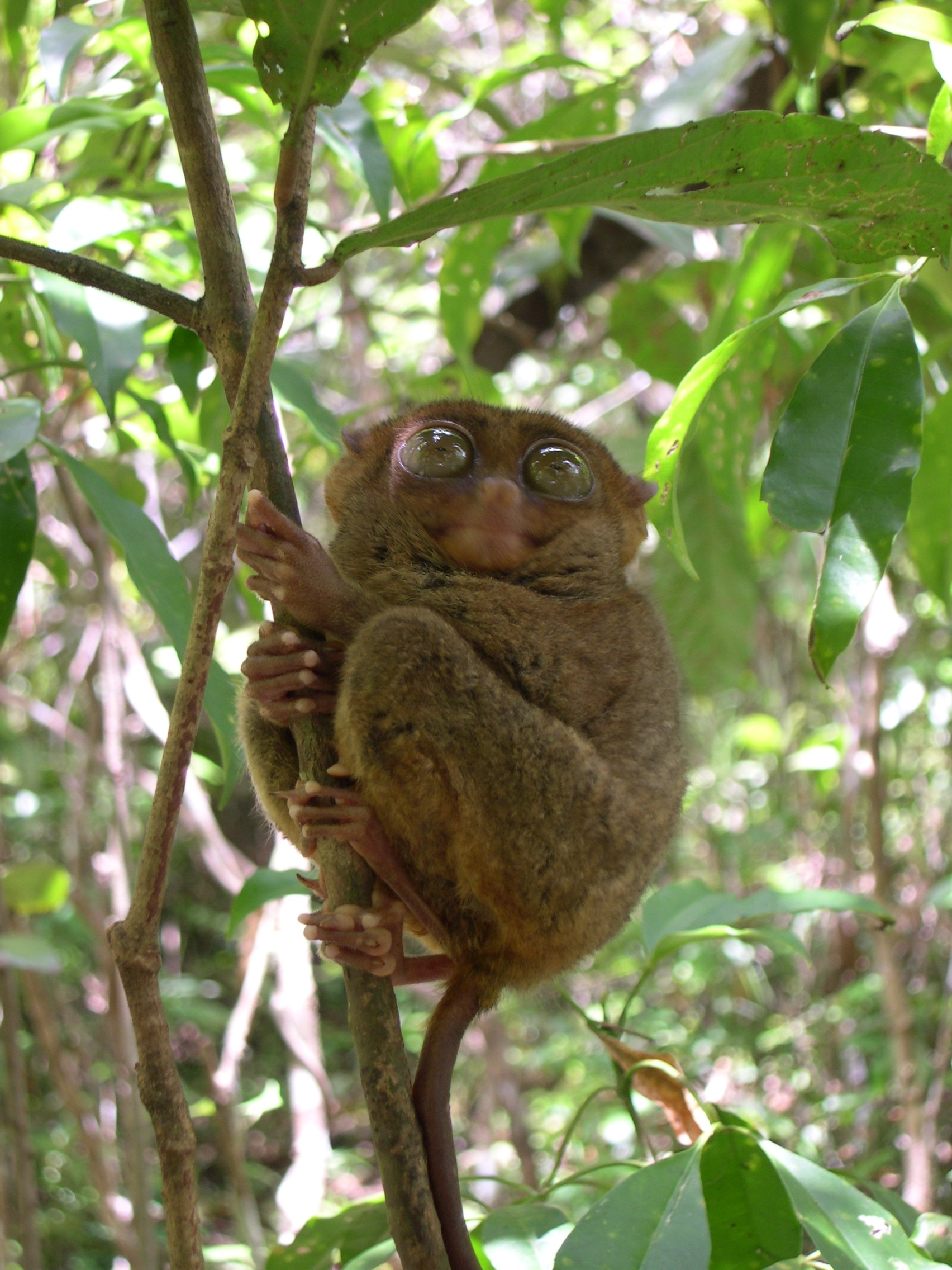